# Ulosa stuposa
Ulosa stuposa är en svampdjursart som först beskrevs av Eugen Johann Christoph Esper 1794.  Ulosa stuposa ingår i släktet Ulosa och familjen Esperiopsidae. Inga underarter finns listade i Catalogue of Life.